# Васильківці (урочище)
Васи́льківці — заповідне урочище місцевого значення в Україні.
Розташоване поблизу села Васильківці Чортківського району Тернопільської області, в кв. 44-45 Гусятинського лісництва Чортківського держлісгоспу, в межах лісового урочища «Васильківці».
Площа — 394 га. Оголошене об'єктом природно-заповідного фонду рішенням виконкому Тернопільської обласної ради від 26 грудня 1983 року, № 496. Перебуває у віданні Чортківського держлісгоспу ДЛГО «Тернопільліс».
Під охороною — типові для західного лісостепу природні комплекси з усією сукупністю їхніх компонентів, місця зростання підсніжника звичайного, шафрану Гейфеля — видів, занесених до Червоної книги України, конвалії звичайної, що є цінним лікарським, а також рідкісним видом у межах Тернопільської області, та місця гніздування співочих птахів.